# Pericol în Harlem
Pericol în Harlem (în engleză New Jack City) este un film de acțiune thriller american din 1991, regizat de Mario Van Peebles (debut regizoral) și avându-i în rolurile principale pe  Wesley Snipes, Ice-T, Mario Van Peebles, Judd Nelson și Chris Rock. Snipes îl interpretează pe Nino Brown, un traficant de droguri și lider al crimei organizate în ascensiune în New York City, în timpul "războiului cocainei". Ice-T interpretează un detectiv care dorește să stopeze activitatea criminală a lui Nino, intrând sub acoperire în banda lui Nino.
Pericol în Harlem a fost un film inspirat din "războiul cocainei" din Statele Unite ale Americii. Acesta a fost primul film realizat de regizorul și actorul Mario Van Peebles. Filmul a fost bazat pe o poveste originală și un scenariu scris de Thomas Lee Wright, care a scris anterior un proiect pentru Nașul: Partea a III-a și a scris, regizat și produs un documentar despre viața din bandele americane, Eight-Tray Gangster: The Making of a Crip.
Scenariul a fost co-scris de jurnalistul transformat în scenarist Barry Michael Cooper, care a realizat și scenariile filmelor Above The Rim (1994) și Sugar Hill (1994), în care a jucat iarăși Snipes. Cooper este primul scenarist afro-american din istorie care are două filme produse într-un an: Sugar Hill a fost lansat la 25 februarie 1994 de Beacon-20th Century Fox Pictures, iar Above The Rim a fost lansat la 23 martie 1994 de New Line Cinema. Scenariul rescris de Barry Michael Cooper a fost inspirat dintr-o poveste publicată în decembrie 1987 în The Village Voice de Cooper și intitulată "Kids Killing Kids: New Jack City Eats Its Young". Acțiunea se petrece pe fundalul aniversării a 20 de ani de la revoltele din 1967 de la Detroit și a ascensiunii bandelor de traficanți de cocaină la mijlocul anilor 1980, precum Young Boys Inc. și Chambers Brothers. Luptătorul New Jack goși-a luat numele după acest film.  

## Rezumat
Nino Brown (Wesley Snipes) și banda lui, Cash Money Brothers, devin centrul traficului de droguri din New York atunci când cocaina pură este introdusă pe străzile orașului la mijlocul și sfârșitul anilor 1980. Ei transformă un întreg complex de apartamente (Graham Court din viața reală, cunoscut în film ca "The Carter"), într-o fabrică de producere a drogurilor pure. Polițiștii sub acoperire Scotty Appleton și Nick Peretti (interpretați de Ice-T și respectiv Judd Nelson) încearcă să obțină dovezi pentru condamnarea bandei pentru trafic de droguri. Ei îl recrutează pe Benny "Pookie" Robinson (interpretat de Chris Rock), un copil fost dependent de droguri și recuperat, pentru a lucra sub acoperire la The Carter și a-i ajuta să adune dovezi incriminatoare împotriva lui Nino și a bandei Cash Money Brothers. Din păcate, Pookie recidivează și pune în pericol misiunea. El este găsit mort, având un fir al unei bombe pe care Appleton și Peretti reușesc să o dezamorseze. Când își dau seama că acoperirea lor a fost suflat, C.M.B. abandonează și incendiază complexul The Carter, inclusiv orice dovadă a activităților lor.
După înmormântarea lui Pookie, Scotty ia problema în propriile mâini și se infiltrează sub acoperirea de dealer de droguri care vrea să intre în afacerile C.M.B. Scotty se infiltrează în C.M.B. datorită în parte ambițiilor și consumului de droguri în creștere ale adjunctului lui Nino și asistentului pentru operațiuni, Gee Money (Allen Payne).
La prima lor întâlnire, Nino îi spune lui Scotty o poveste despre cum a ucis el o femeie, ca parte a inițierii sale în L.A. Boyz din tinerețea sa (femeia s-a dovedit a fi mama lui Scotty). Când Scotty l-a întrebat dacă uciderea a avut caracter personal sau de afaceri, Nino a explicat astfel: "Frate, este vorba întotdeauna de afaceri. Niciodată nu-i ceva personal." Scotty câștigă în continuare încrederea lui Nino după ce-l "salvează" de un bătrân înarmat și îi dezvăluie informații despre afacerile ascunse ale lui Gee Money.
Megalomania lui Nino Brown îl separă pe Nino de banda lui și este un catalizator pentru căderea lor. Acoperirea lui Scotty cade în timpul unei alte acțiuni a poliției împotriva operațiunilor C.M.B. și ei suferă pierderi grele. Nino îl ucide pe Gee Money pentru actul său de trădare și fuge. După prăbușirea bandei sale, Nino pătrunde într-un apartament și își continuă singur afacerile.
În cele din urmă, Nino este prins de polițiștii sub acoperire. Scotty merge chiar în apartament și-l bate cu violență pe Nino pe o stradă publică pentru crimele sale împotriva comunității și ca pedeapsă pentru uciderea mamei sale. Într-o stare de furie, el spune: "Aceasta nu este o afacere, nemernicule, acest lucru este personal!" înainte de a îndreptat arma lui spre Nino pentru a-l ucide pe dușmanul lui. Nick îl convinge pe Scotty să-l lase viu pe Nino și îi lasă pe ceilalți polițiști să-l aresteze pentru a fi judecat. 
După începerea procesului, Nino Brown pledează vinovat pentru o acuzație de mai mică importanță (spunându-i lui Scotty că va face doar 12 luni de închisoare). Nino afirmă că a fost forțat să lucreze pentru C.M.B. pentru că au amenințat-o pe mama sa și arată cu degetul către Kareem Akbar (interpretat de Christopher Williams), un alt membru al organizației sale, despre care pretinde în mod fals că era liderul actual al C.M.B. În timp ce Nino mergea triumfător pe culoarele tribunalului, el este ucis cu un foc de armă de către un bărbat mai în vârstă (Bill Cobbs), care încercase mai devreme să convingă poliția de faptul că Nino distrusese comunitatea sa și mai încercase să-l ucidă și mai demult, dar în cele din urmă a luat legea în propriile mâini.

## Distribuție
| - Wesley Snipes – Nino Brown - Ice-T – Scotty Appleton - Judd Nelson – Nick Peretti - Allen Payne – Gerald "Gee Money" Wells - Chris Rock – Benny "Pookie" Robinson - Mario Van Peebles – Stone - Michael Michele – Selina Thomas - Bill Nunn – Duh Duh Duh Man - Russell Wong – Park - Vanessa A. Williams – Keisha - Bill Cobbs – bătrânul | - Christopher Williams – Kareem Akbar - Tracy Camilla Johns – Uniqua - Anthony DeSando – Frankie Needles In His Arms - Nick Ashford – pr. Oates - Eek-a-Mouse – Fat Smitty - Keith Sweat – cântăreț la nuntă - Flavor Flav - el-însuși - Christopher Michael - Bailiff - Tina Lifford - dependentă de droguri recuperată - Kelly Jo Minter - dependentă de droguri recuperată - David Kinnecome - proxenet - Seth Kean - Julius the Ho |

## Recepție
Pericol în Harlem a primit o recepție favorabilă din partea criticilor de film pentru distribuție, poveste și coloană sonoră. Roger Ebert de la Chicago Sun-Times i-a dat filmul trei stele și jumătate din patru, scriind:
„Truffaut a spus odată că era imposibil să faci un film anti-război, pentru că secvențele de război ar fi în mod inevitabil interesante și ar atrage o audiență implicată pe o parte sau pe alta. Este aproape la fel de dificil să faci un film anti-drog, deoarece stilul de viață și banii traficanților de droguri arată a fi distractive, cel puțin până când aceștia sunt uciși. Acest film scoate acea realizare dificilă. Nino, care se uită la trupul mort al lui Scarface și râde, nu este cel care râde la urmă.”
Time Out London a descris filmul ca fiind "un exemplu superior de ceea ce se numea blaxploitation."
Pericol în Harlem a fost realizat cu un buget estimat de 8 milioane de dolari. Filmul inițial a avut premiera la Festivalul de Film Sundance pe 17 ianuarie 1991, înainte de a fi lansat la nivel național la 8 martie 1991; el a adus încasări de 7.039.622 dolari în primul week-end. A devenit filmul independent cu cele mai mari încasări din 1992, aducând venituri totale de 47.624.253 dolari pe piața internă.
Listele American Film Institute
- AFI's 100 Years...100 Thrills - nominalizat[9]
- AFI's 10 Top 10 - nominalizat la Filme cu gangsteri[10]

## DVD
DVD-ul filmului Pericol în Harlem a fost lansat inițial în Regiunea 1 la 25 august 1998 și în Regiunea 2 la 28 iulie 1999; el a fost distribuit de Warner Home Video. DVD-ul a fost relansat într-o ediție specială cu 2 discuri la 23 august 2005.
EDiția specială a DVD-ului
1. Comentariu realizat de regizorul-actor Mario Van Peebles
2. New Jack City: A Hip-Hop Classic
3. Harlem World: A Walk Inside
4. The Road to New Jack City
5. Videoclipuri muzicale originale: "New Jack Hustler" (Nino's Theme) de Ice T, "I'm Dreamin'" de Christopher Williams, și "I Wanna Sex You Up" de Color Me Badd
6. Trailerul original al filmului